# Jasseron
Pour les articles homonymes, voir Jasseron (homonymie).
Jasseron est une commune française, située dans le département de l'Ain en région Auvergne-Rhône-Alpes.
Les habitants de Jasseron s'appellent les Jasseronnais.

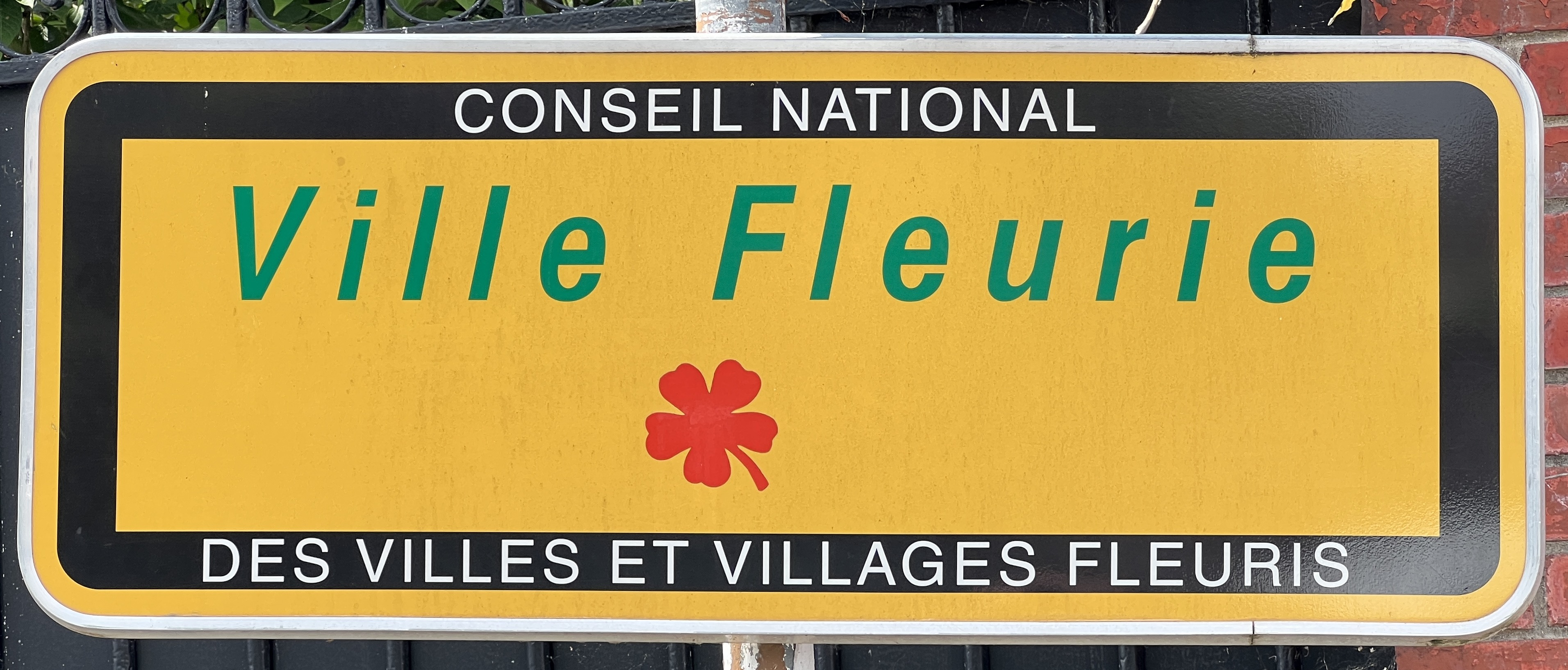
La récompense "Ville Fleurie", également connue sous le nom de "Villes et Villages fleuris, anciennement appelée concours, a été créée en 1959 en France pour promouvoir le fleurissement, l'environnement de vie et les espaces verts.

## Géographie
Jasseron est une commune du Revermont, située à 8 km à l'est de Bourg-en-Bresse.

### Voies de communication et transports

#### Voies terrestres
L'A40 passe sur le territoire communal, qui abrite les aires de repos de Bourg-Jasseron et de Bourg-Teyssonge sur laquelle est installée l'œuvre Galaxie d'Albert Féraud.
Le GR59 passe par la commune.

#### Transport aérien
L'aérodrome de Bourg - Ceyzériat est implanté sur le territoire de la commune.

### Climat
Pour des articles plus généraux, voir Climat d'Auvergne-Rhône-Alpes et Climat de l'Ain.
En 2010, le climat de la commune est de type climat des marges montargnardes, selon une étude du CNRS s'appuyant sur une série de données couvrant la période 1971-2000. En 2020, Météo-France publie une typologie des climats de la France métropolitaine dans laquelle la commune est dans une zone de transition entre le climat semi-continental et le climat de montagne et est dans la région climatique Bourgogne, vallée de la Saône, caractérisée par un bon ensoleillement (1 900 h/an), un été chaud (18,5 °C), un air sec au printemps et en été et des vents faibles.
Pour la période 1971-2000, la température annuelle moyenne est de 11 °C, avec une amplitude thermique annuelle de 17,6 °C. Le cumul annuel moyen de précipitations est de 1 334 mm, avec 12,3 jours de précipitations en janvier et 8,2 jours en juillet. Pour la période 1991-2020, la température moyenne annuelle observée sur la station météorologique de Météo-France la plus proche, « Ceyzériat_sapc », sur la commune de Ceyzériat à 4 km à vol d'oiseau, est de 11,7 °C et le cumul annuel moyen de précipitations est de 1 032,6 mm,. Pour l'avenir, les paramètres climatiques de la commune estimés pour 2050 selon différents scénarios d'émission de gaz à effet de serre sont consultables sur un site dédié publié par Météo-France en novembre 2022.

## Urbanisme

### Typologie
Au 1er janvier 2024, Jasseron est catégorisée bourg rural, selon la nouvelle grille communale de densité à 7 niveaux définie par l'Insee en 2022.
Elle est située hors unité urbaine. Par ailleurs la commune fait partie de l'aire d'attraction de Bourg-en-Bresse, dont elle est une commune de la couronne,. Cette aire, qui regroupe 80 communes, est catégorisée dans les aires de 50 000 à moins de 200 000 habitants,.

### Occupation des sols
L'occupation des sols de la commune, telle qu'elle ressort de la base de données européenne d’occupation biophysique des sols Corine Land Cover (CLC), est marquée par l'importance des forêts et milieux semi-naturels (54,8 % en 2018), une proportion sensiblement équivalente à celle de 1990 (55 %). La répartition détaillée en 2018 est la suivante : 
forêts (53,3 %), terres arables (19,1 %), prairies (8,8 %), zones urbanisées (6,9 %), zones agricoles hétérogènes (5,2 %), zones industrielles ou commerciales et réseaux de communication (5,1 %), milieux à végétation arbustive et/ou herbacée (1,5 %).
L'évolution de l’occupation des sols de la commune et de ses infrastructures peut être observée sur les différentes représentations cartographiques du territoire : la carte de Cassini (XVIIIe siècle), la carte d'état-major (1820-1866) et les cartes ou photos aériennes de l'IGN pour la période actuelle (1950 à aujourd'hui).

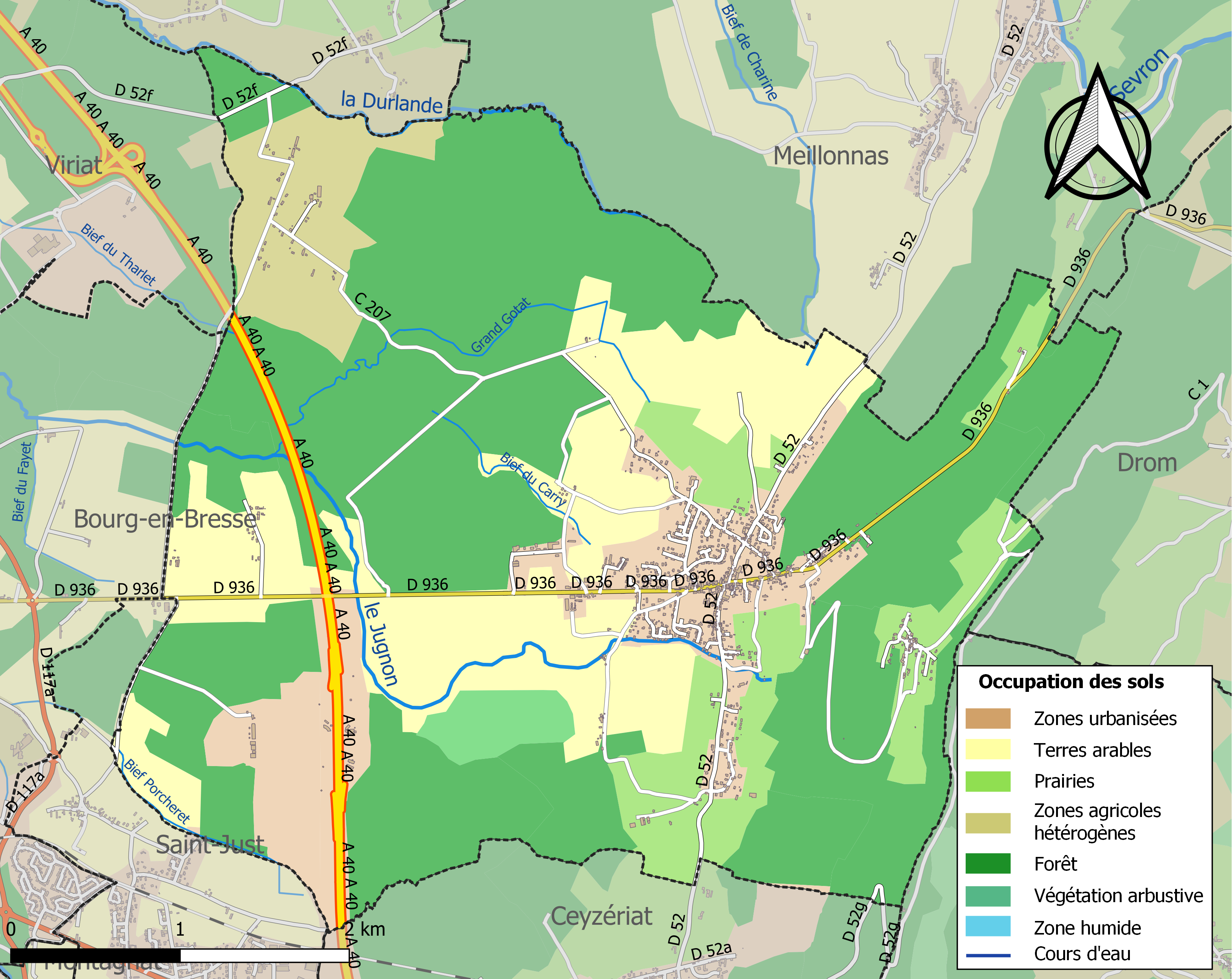
Carte des infrastructures et de l'occupation des sols de la commune en 2018 (CLC).

## Histoire
Village mentionné dès le IXe siècle[réf. nécessaire]. Le site a été occupé à l'époque préhistorique, romaine et burgonde. En 974, le château a été donné par Richier de Coligny à l'abbaye de Saint-Claude.

## Politique et administration

### Découpage territorial
La commune de Jasseron est membre de la communauté d'agglomération du Bassin de Bourg-en-Bresse, un établissement public de coopération intercommunale (EPCI) à fiscalité propre créé le 1er janvier 2017 dont le siège est à Bourg-en-Bresse. Ce dernier est par ailleurs membre d'autres groupements intercommunaux.
Sur le plan administratif, elle est rattachée à l'arrondissement de Bourg-en-Bresse, au département de l'Ain et à la région Auvergne-Rhône-Alpes. Sur le plan électoral, elle dépend du  canton de Saint-Étienne-du-Bois pour l'élection des conseillers départementaux, depuis le redécoupage cantonal de 2014 entré en vigueur en 2015, et de la première circonscription de l'Ain  pour les élections législatives, depuis le dernier découpage électoral de 2010.

### Administration municipale
| Période   | Période   | Identité         | Étiquette      | Qualité |
| --------- | --------- | ---------------- | -------------- | ------- |
| juin 1995 | mars 2014 | Bernard Dupin    | PS             |         |
| mars 2014 | mars 2020 | Alain Mathieu    | DVG            | Cadre   |
| mars 2020 | En cours  | Sébastien Gobert | Sans étiquette |         |

Pour les élections municipales de 2020 à Jasseron, deux listes se sont opposées :
- UN NOUVEL ELAN POUR JASSERON conduite par Sébastien Gobert
- AGIR POUR JASSERON conduite par Alain Mathieu

Cette élection a vu la liste de Sébastien Gobert (53,96 %) gagner contre celle menée par Alain Mathieu (46,03 %). La liste UN NOUVEL ELAN POUR JASSERON possède depuis 15 sièges sur 19 au conseil municipal.

### Intercommunalité
La commune fait partie de la communauté d'agglomération de Bourg-en-Bresse.

## Démographie
L'évolution du nombre d'habitants est connue à travers les recensements de la population effectués dans la commune depuis 1793. Pour les communes de moins de 10 000 habitants, une enquête de recensement portant sur toute la population est réalisée tous les cinq ans, les populations de référence des années intermédiaires étant quant à elles estimées par interpolation ou extrapolation. Pour la commune, le premier recensement exhaustif entrant dans le cadre du nouveau dispositif a été réalisé en 2006.
En 2022, la commune comptait 1 900 habitants, en évolution de +7,83 % par rapport à 2016 (Ain : +5,15 %, France hors Mayotte : +2,11 %).
| 1793 | 1800 | 1806 | 1821 | 1831 | 1836 | 1841 | 1846 | 1851 |
| ---- | ---- | ---- | ---- | ---- | ---- | ---- | ---- | ---- |
| 847  | 782  | 828  | 747  | 803  | 817  | 831  | 792  | 796  |

| 1856 | 1861 | 1866 | 1872 | 1876 | 1881 | 1886 | 1891 | 1896 |
| ---- | ---- | ---- | ---- | ---- | ---- | ---- | ---- | ---- |
| 748  | 730  | 782  | 737  | 726  | 686  | 680  | 660  | 663  |

| 1901 | 1906 | 1911 | 1921 | 1926 | 1931 | 1936 | 1946 | 1954 |
| ---- | ---- | ---- | ---- | ---- | ---- | ---- | ---- | ---- |
| 680  | 723  | 684  | 640  | 623  | 601  | 625  | 615  | 610  |

| 1962 | 1968 | 1975 | 1982 | 1990  | 1999  | 2006  | 2011  | 2016  |
| ---- | ---- | ---- | ---- | ----- | ----- | ----- | ----- | ----- |
| 637  | 654  | 716  | 954  | 1 079 | 1 256 | 1 363 | 1 622 | 1 762 |

| 2021  | 2022  | - | - | - | - | - | - | - |
| ----- | ----- | - | - | - | - | - | - | - |
| 1 861 | 1 900 | - | - | - | - | - | - | - |

## Culture et patrimoine

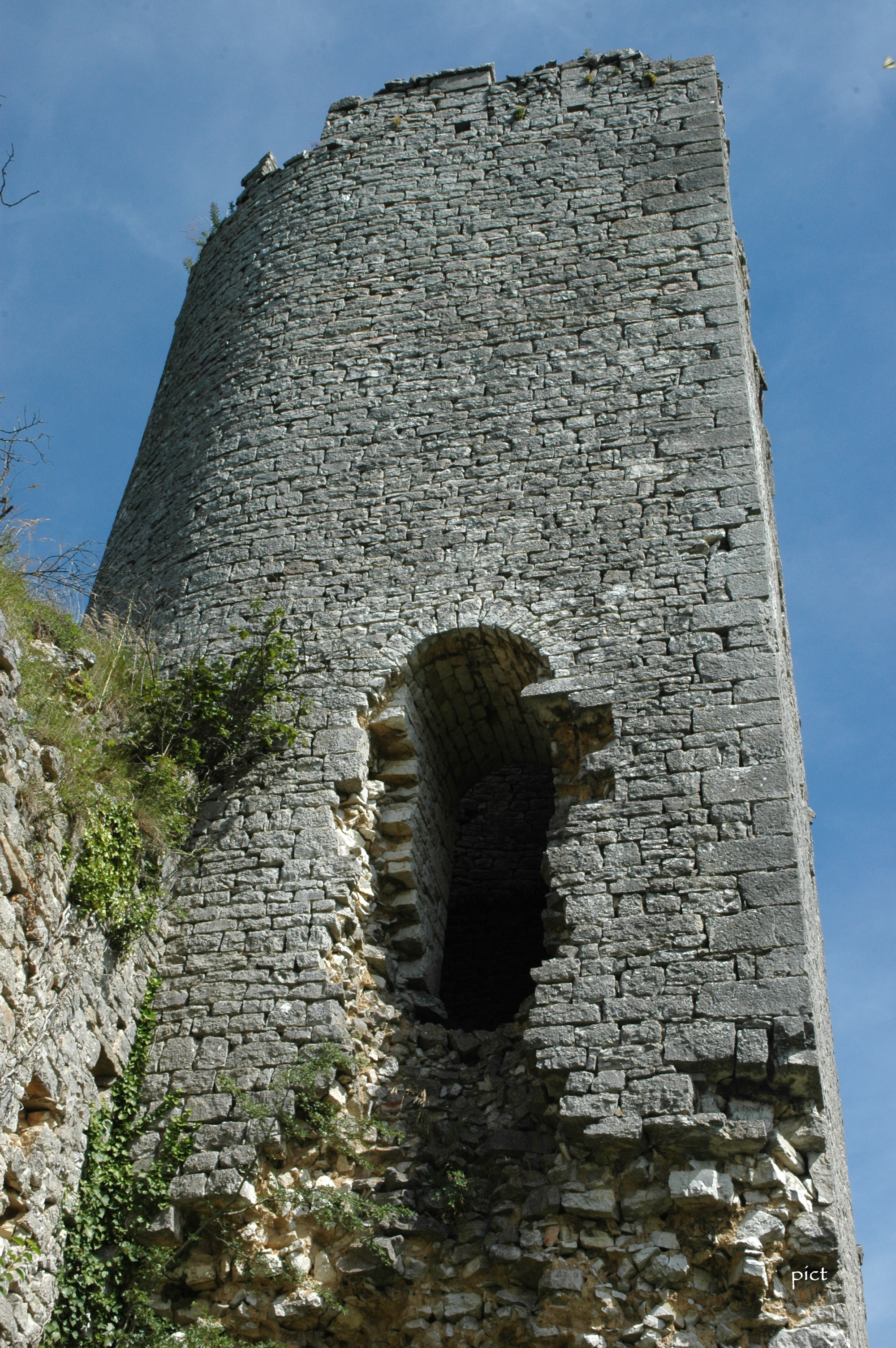
Donjon du château féodal.

### Lieux et monuments
- Tour du XVIe siècle.
- Vestiges du château de Jasseron inscrites au titre des monuments historiques depuis 1927[20], sur une crête au nord-est du bourg. Le château a été bâtie vers 1230 par Amé de Coligny sur les terres de l'abbaye de Saint-Claude. En 1304, il est acquis par les comtes de Savoie et est ruiné à la fin du XVIe siècle. Le château se présente sous la forme d'une enceinte quadrangulaire dominée par un donjon carré dressé du côté de l'attaque[21].
- Habitat du premier âge féodal inscrit au titre des monuments historiques depuis 1984[22].
- Église Saint-Jean-Baptiste de Jasseron.
- Chapelle de la maison de retraite Saint-Joseph de Jasseron.

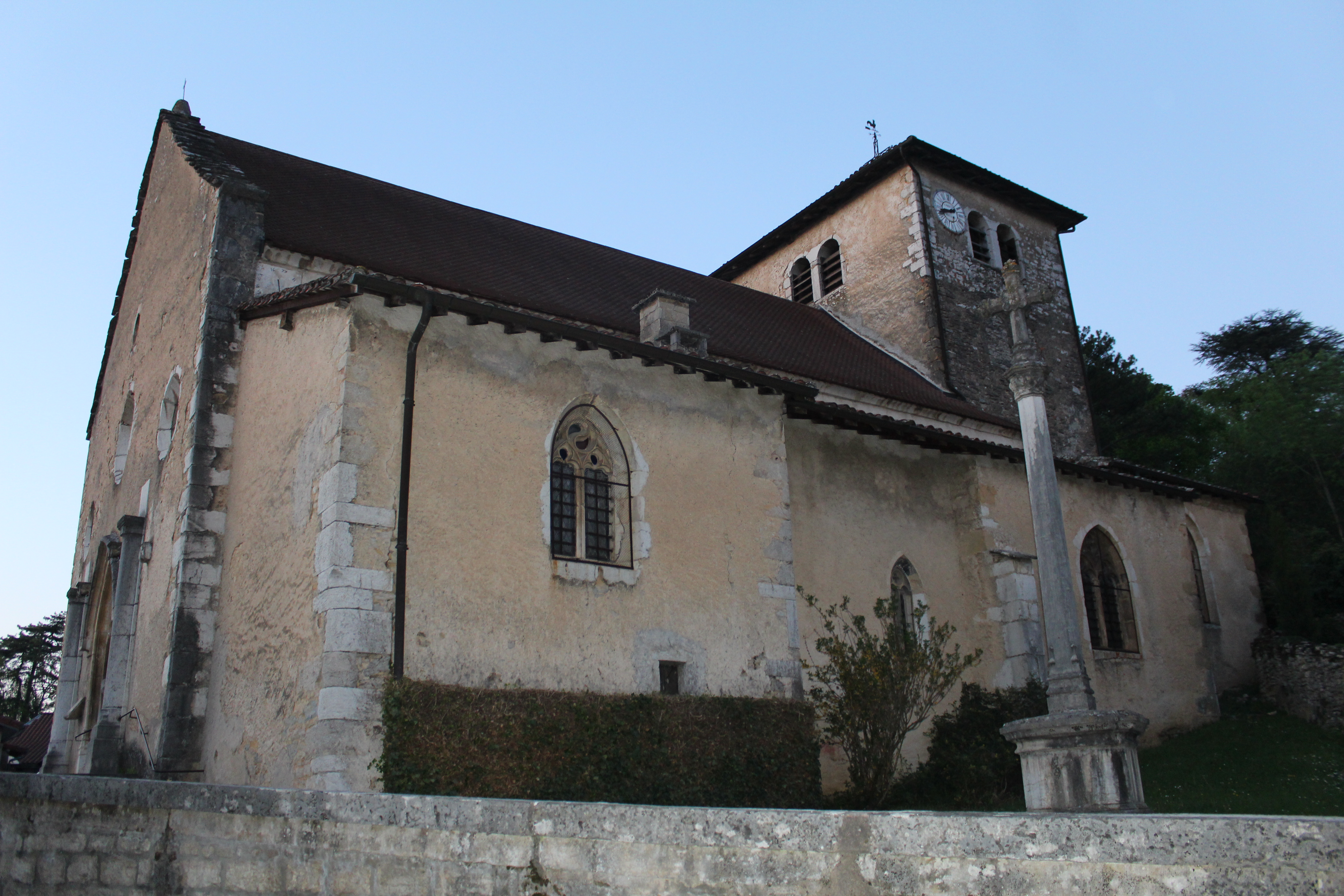
Église Saint-Jean-Baptiste de Jasseron.
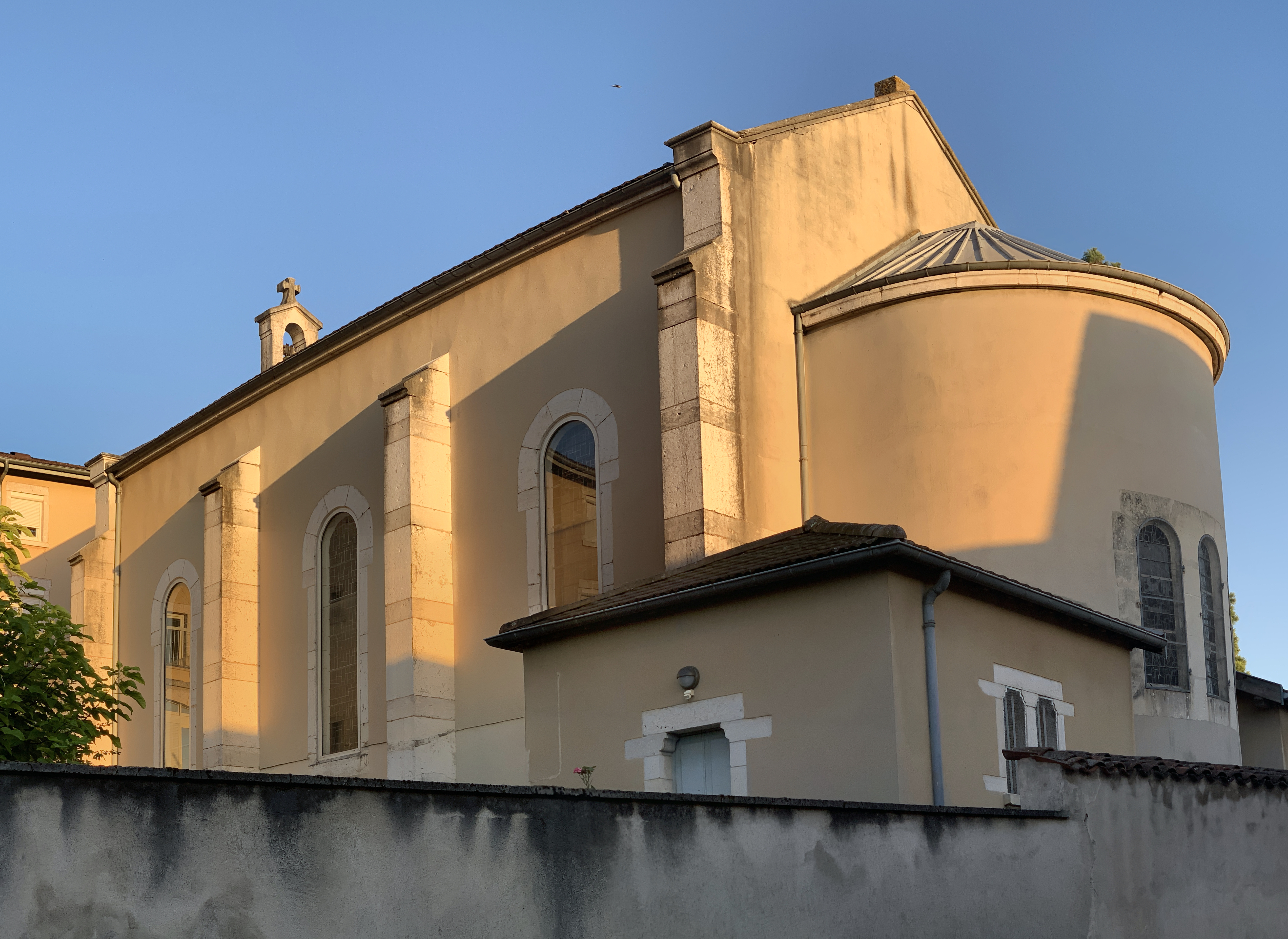
Chapelle de la Maison de Retraite Saint-Joseph

### Espaces verts et fleurissement
En 2014, la commune obtient le niveau « deux fleurs » au concours des villes et villages fleuris.

### Héraldique
| Blason de Jasseron | Blason  | Tranché d'azur et de gueules à la crosse épiscopale d'or brochant sur la ligne de partition, à la tour droite d'argent, maçonnée et ajourée de sable, soutenue d'un cœur aussi d'argent, accompagnée en chef à senestre d'une aigle partie d'or et d'argent, en pointe à dextre d'un lion contourné d'or et en pointe à senestre d'un croissant d'argent, le tout surbrochant sur le tout. |
| Blason de Jasseron | Détails | |

### Patrimoine culturel
Un village nommé Jasseron est cité dans une chanson interprétée par le duo Emily Loizeau et Franck Monnet issue de l'album de cette première : L'Autre Bout du monde, mais c'est un village imaginaire : situé dans les Alpes, avec une église incroyable et une vue sur la vallée, ce qui ne correspond pas au village réel de Jasseron.

### Personnalités liées à la commune
- Charles Robin (1821-1885), médecin français né et mort à Jasseron.